# Чёрная пятница (1869)
Чёрная пятница (англ. Black Friday) —  состоявшееся 24 сентября 1869 года падение курса золота на 30 % из-за массового вброса драгметалла на рынок Казначейством США.

## История
В августе 1869 года Джей Гулд и Джеймс Фиск, управляющие железной дорогой Erie Railroad, и финансовые спекулянты решили спровоцировать повышение цен на рынках. Скупая золото, они рассчитывали, что за ним последует повышение цен на зерно, а затем — повышение спроса на перевозки зерна, что позволило бы поднять железнодорожный тариф. Наполеоновский план Гулда (так эту аферу оценивали современники) опирался, в том числе, на контакты с ближним окружением президента Гранта. Гулд вложил в дело 7 миллионов долларов, что взвинтило цены на золото на 40 % в первый же день. Банк, контролируемый Боссом Твидом, дал гарантии Гулду, но сомневающиеся игроки опередили Гулда и нашли прямой выход на президента.
Без особых предупреждений и утечек информации, казначейство США выбросило на рынок массу золота с целью стабилизировать рынок. К этому времени курс золота вырос на 65 % к июлю 1869 года. 24 сентября 1869 года грянула «Чёрная пятница» — курс золота рухнул сразу на 30 %; хотя Гулд и не потерял вложенные в аферу деньги (его личная прибыль составила не менее трёх миллионов долларов), его обложили многочисленными судебными исками, а однажды чуть не линчевали на улице — в итоге в 1872 году Гулд покинул биржу и железную дорогу. В том же году Джеймса Фиска расстрелял на улице любовник его бывшей подруги; считается, что это преступление не было напрямую связано с «Чёрной пятницей».
Прямым последствием «чёрной пятницы» стал временный упадок Нью-Йоркской фондовой биржи и длительный упадок железнодорожных акций, превратившихся из респектабельных бумаг в спекулятивный инструмент. На Уолл-стрит разорились мелкие маклерские конторы. Отдалённым, косвенным последствием стало падение финансовой группы Джея Кука, пережившей «пятницу».